# Aeroport de Taza
L'aeroport de Taza (codi IATA: -, codi OACI:  GMFZ) va ser un aeroport que servia a la ciutat de Taza, a la regió de Fes-Meknès, al Marroc. Actualment només serveix aeroplans petitos o de menys de 5.700 kg i és usat principalment per les brigades de bombers en incendis als boscos i distribució de pesticides.